# Walterschlag (Gemeinde Bad Traunstein)
Walterschlag ist eine Ortschaft und eine Katastralgemeinde der Gemeinde Bad Traunstein im Bezirk Zwettl in Niederösterreich. Westlich des Ortes im Verlauf des Walterschläger Baches im Wald (die Flur wird als Riegers bezeichnet) befand sich bis Ende des 16. Jahrhunderts der Riegersteich.

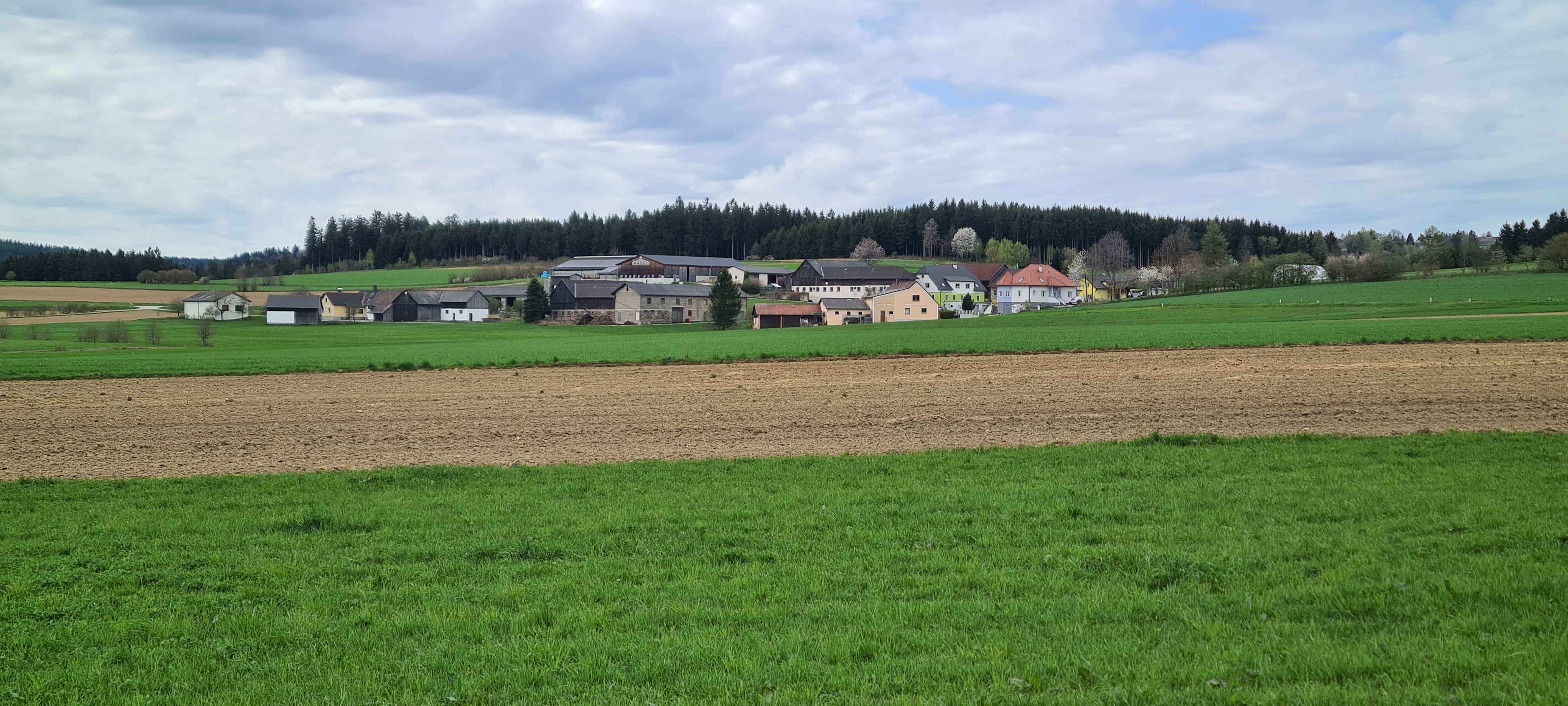
Panoramablick auf Walterschlag

## Geschichte
Der Ort wurde 1510 als Walterslag zum ersten Mal schriftlich erwähnt, er gehörte bis 1850 zur Herrschaft Ottenschlag.
Nach der Entstehung der Ortsgemeinden 1849 war der Ort eine Katastralgemeinde der Gemeinde Spielberg und wurde mit 1. Jänner 1968 ein Teil der Großgemeinde Traunstein.
Im Jahr 1822 wurde der Ort als Dörfl mit fünf Häusern genannt, das nach Traunstein eingepfarrt war, wohin auch die Kinder eingeschult wurden. Die Herrschaft Ottenschlag besaß die Ortsobrigkeit, die Herrschaft Rappottenstein übte die Landgerichtsbarkeit aus, die Herrschaft Ottenschlag besorgte die Konskription und hatte die Grundherrschaft inne.
Laut Adressbuch von Österreich waren im Jahr 1938 in Walterschlag ein Schmied, zwei Zementwarenerzeuger und einige Landwirte ansässig.

## Siedlungsentwicklung
Zum Jahreswechsel 1979/1980 befanden sich in der Katastralgemeinde Walterschlag insgesamt 15 Bauflächen mit 5.420 m² und 4 Gärten auf 459 m², 1989/1990 gab es 15 Bauflächen. 1999/2000 war die Zahl der Bauflächen auf 32 angewachsen und 2009/2010 bestanden 25 Gebäude auf 31 Bauflächen.

## Bodennutzung
Die Katastralgemeinde ist landwirtschaftlich geprägt. 79 Hektar wurden zum Jahreswechsel 1979/1980 landwirtschaftlich genutzt und 34 Hektar waren forstwirtschaftlich geführte Waldflächen. 1999/2000 wurde auf 77 Hektar Landwirtschaft betrieben und 35 Hektar waren als forstwirtschaftlich genutzte Flächen ausgewiesen. Ende 2018 waren 73 Hektar als landwirtschaftliche Flächen genutzt und Forstwirtschaft wurde auf 35 Hektar betrieben. Die durchschnittliche Bodenklimazahl von Walterschlag beträgt 22,9 (Stand 2010).